# Chandrayah Veeranah
Chandrayah "Yash" Veeranah (sinh ngày 23 tháng 3 năm 1985) là một cầu thủ bóng đá người Mauritius thi đấu ở vị trí hậu vệ cho Curepipe Starlight SC ở Mauritian League và cho Đội tuyển bóng đá quốc gia Mauritius.
Yash Veeranah cũng là giáo viên thể dục tại SLT SSS.